# جیمی تاوریاینن
جیمی تاوریاینن (فنلاندی: Jimi Tauriainen؛ زادهٔ ۸ مارس ۲۰۰۴) بازیکن فوتبال اهل فنلاند است.
وی همچنین در تیم‌های ملی فوتبال زیر ۱۶ سال فنلاند, زیر ۱۸ سال فنلاند و زیر ۱۹ سال فنلاند بازی کرده است.